# کار (کلرادو)
کار (به انگلیسی: Carr) یک منطقهٔ مسکونی در ایالات متحده آمریکا است که در شهرستان ولد، کلرادو واقع شده‌است. کار ۱٬۷۴۱ متر بالاتر از سطح دریا واقع شده‌است.